# バルセロス公

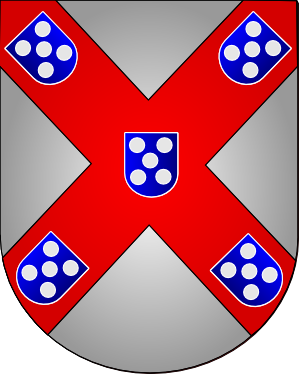
ブラガンサ公の紋章

バルセロス公（バルセロスこう、ポルトガル語: Duque de Barcelos）は、ポルトガル王国の公爵位。

## 歴史
バルセロス伯は一代貴族の称号であったが、1401年にブラガンサ公アフォンソ1世が第7代バルセロス伯ヌノ・アルヴァレス・ペレイラの娘ベアトリス・ペレイラ・デ・アルヴィムと結婚したことで第8代バルセロス伯になり、以降バルセロス伯はブラガンサ家が所有する称号の1つとなった。
1562年8月5日、ポルトガル王セバスティアン1世がブラガンサ公の推定相続人ジョアンを初代バルセロス公爵に叙したことで創設された。
後にブラガンサ家がポルトガル王家になると、バルセロス公はベイラ公が使用する称号となった。

## バルセロス公の一覧
1. ジョアン1世（英語版）（1543年 - 1583年、在位：1543年 - 1563年） - 第6代ブラガンサ公
2. テオドジオ2世（英語版）（1568年 - 1630年、在位：1568年 - 1583年） - 第7代ブラガンサ公
3. ジョアン2世（1604年 - 1656年、在位：1604年 - 1630年） - 第8代ブラガンサ公、1640年にジョアン4世としてポルトガル王に即位